# Jacob Novak
Jacob Novak (7 november 1982, Kent (Washington)) is een Amerikaans professioneel worstelaar van Poolse origine, die actief is in de World Wrestling Entertainment (WWE) op Florida Championship Wrestling (FCW), een opleidingscentrum van WWE.
Novak nam twee keer deel aan seizoen 4 en 5 van WWE NXT.

## Worstelcarrière

### Florida Championship Wrestling
Op 18 maart 2010, Novak maakte zijn matchdebuut tegen Eli Cottonwood. De allereerste wedstrijd voor een titel was een FCW Florida Heavyweight Championship match tegen de kampioen Alex Riley. Novak verloor die wedstrijd.

### WWE NXT
Novak maakte zijn televisiedebuut op 1 december 2010 tijdens de allerlaatste NXT aflevering van seizoen 3. In dat aflevering werd bekendgemaakt dat Novak aan seizoen 4 van NXT als "Rookie" deelnam. In het begin van het seizoen werd Novak bijgestaan door "Pro's" Dolph Ziggler en Vickie Guerrero. Later kreeg Novak Chris Masters als de nieuwe "Pro". In de vijfde week werd Novak door de "NXT Poll" geëlimineerd.
Tijdens de eerste aflevering van NXT Redemption (seizoen 5) werd bekendgemaakt dat hij deelnam als "Rookie" en die bijgestaan wordt door JTG als "Pro". Op 17 mei 2011 werd Novak door de WWE poll geëlimineerd en verliet zo de NXT.

## In worstelen
- Finishers
  - The Novak Attack (Big Boot)

- Signature moves
  - Running Clothesline
  - Vertical Suplex
  - Russian Legsweep
  - Leg Drop
  - Knee Drop
  - Headlock